# Klos, Dibër
Klos, Dibër là một đô thị trong quận Mat thuộc hạt Dibër, Albania. Dân số năm 2005 là 10552 người.